# Boissey-le-Châtel
Boissey-le-Châtel es una localidad y comuna francesa situada en la región de Normandía, departamento de Eure, en el distrito de Bernay y cantón de Bourgtheroulde-Infreville, en una zona predominantemente boscosa.

## Demografía
| 511 | 533 | 601 | 700 | 674 | 687 |
| Para los censos de 1962 a 1999 la población legal corresponde a la población sin duplicidades (Fuente: INSEE [Consultar]) |     |     |     |     |     |

## Lugares de interés
El castillo de Tilly y su parque, renacentista del siglo XVI e inscrito como Monumento Histórico de Francia, conserva restos de murallas datadas del siglo XII.